# Formica testacea
Formica testacea är en myrart som beskrevs av Gmelin 1790. Formica testacea ingår i släktet Formica och familjen myror. Inga underarter finns listade i Catalogue of Life.